# Wielki Zab
Wielki Zab (arab. نهر الزاب الكبير, Nahr az-Zāb al-Kabīr; tur. (Büyük) Zap Suyu) – rzeka na terenie Turcji i Iraku, lewy dopływ rzeki Tygrys.
Rzeka długości 426 km. Wypływa z terenów górskich w płd.-wsch. części Turcji i płynie przez Kurdystan w kierunku południowym do Iraku. Wykorzystywana jest do nawadniania.